# Combourtillé
Combourtillé település Franciaországban, Ille-et-Vilaine megyében. Lakosainak száma 608 fő (2022. január 1.). Combourtillé Billé, Mecé, Montreuil-des-Landes és Rives-du-Couesnon községekkel határos.

## Népesség
A település népességének változása:
| Lakosok száma | 416  | 340  | 363  | 515  | 601  | 606  | 611  | 611  | 612  | 608  |
|               | 1968 | 1982 | 1990 | 2006 | 2013 | 2015 | 2017 | 2019 | 2020 | 2022 |